# Arrondissement Riom
Riom is een arrondissement van het Franse departement Puy-de-Dôme in de regio Auvergne-Rhône-Alpes. De onderprefectuur is Riom.

## Kantons
Het arrondissement was tot 2014 samengesteld uit de volgende kantons:
- Kanton Aigueperse
- Kanton Combronde
- Kanton Ennezat
- Kanton Manzat
- Kanton Menat
- Kanton Montaigut
- Kanton Pionsat
- Kanton Pontaumur
- Kanton Pontgibaud
- Kanton Randan
- Kanton Riom-Est
- Kanton Riom-Ouest
- Kanton Saint-Gervais-d'Auvergne

Na de herindeling van de kantons bij decreet van 21 februari 2014, met uitwerking op 22 maart 2015, zijn dat :
- Kanton Aigueperse    ( deel 22/24 )
- Kanton Châtel-Guyon
- Kanton Gerzat     ( deel 1/4 )
- Kanton Maringues    ( deel 10/20 )
- Kanton Riom
- Kanton Saint-Éloy-les-Mines
- kanton Saint-Georges-de-Mons
- Kanton Saint-Ours     ( deel 27/40 )